# Caquetá (Metro de Lima y Callao)
Caquetá es el nombre asignado a la décima futura estación de la línea 3 del Metro de Lima y Callao en Perú. Será construida de manera subterránea entre el límite de los distritos de San Martín de Porres y el Rímac, en el cruce de la avenida con el mismo nombre con la Vía de Evitamiento.